# 정따라 웃음따라
정따라 웃음따라는 한국에서 제작된 이민욱 감독의 1972년 영화이다. 김희갑 등이 주연으로 출연하였고 황의식 등이 제작에 참여하였다.

## 출연

### 주연
- 김희갑
- 백금녀
- 장욱제